# D25 (hunebed)

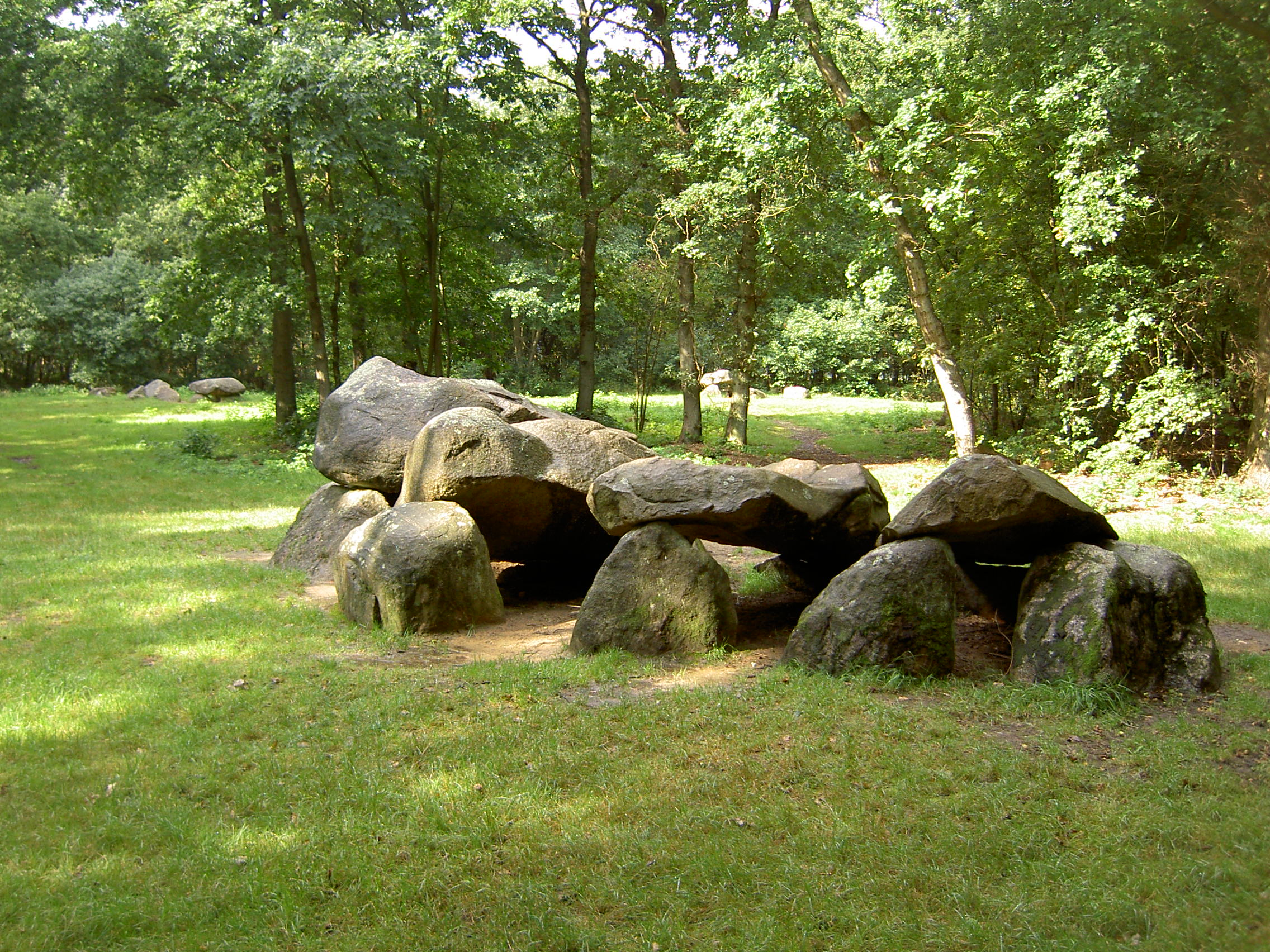
Op de achtergrond D23 en D24, op de voorgrond D25, 2015

Hunebed D25 is een van de vijf hunebedden gelegen bij de plaats Bronneger in de Nederlandse provincie Drenthe. Het hunebed D25 vormt samen met D23 en D24 een wat apart en meer in het bos gelegen groepje hunebedden aan de Steenakkersweg, een zandweg naar Bronneger.
De hunebedden D22 en D21 liggen iets meer naar het westen aan de rand van een akker. In de nabijheid van deze hunebedden liggen twee grafheuvels uit de bronstijd.

## Bouw
Het hunebed wordt toegeschreven aan de trechterbekercultuur. Vergeleken met de D23 en D24 is dit de grootste. Het heeft vier dekstenen en acht draagstenen die grotendeels in de grond zitten. Het hunebed is oost-west georiënteerd.

## Geschiedenis
Jacobus Craandijk (1834-1912) schrijft in 1879 over de vijf hunebedden ten zuidoosten van Bronneger.
Bij D21 zijn veel archeologische vondsten gedaan door prof. A.E. van Giffen. D25 werd in 1925 onderzocht door Van Giffen, hij trof scherven van 60 potten aan. Van Giffen beschreef het hunebed als "in zeer goeden staat": het was compleet met vier dekstenen, acht draagstenen en twee sluitstenen.
De vijf hunebedden bij Bronneger worden beheerd door Het Drentse Landschap.

## Society of Antiquaries[4]
In Engeland ontstond in de jaren zeventig van de 19e eeuw bezorgdheid over de wijze waarop in Nederland hunebedden werden gerestaureerd. In die kringen was men vooral bezorgd dat met de restauraties het oorspronkelijk beeld van de situatie verloren zou gaan. De directeur van de Society of Antiquaries in Londen verzocht de oudheidkundigen William Collings Lukis en sir Henry Dryden om de staat waarin de hunebedden zich op dat moment bevonden nauwkeurig vast te leggen. Zij bezochten in juli 1878 Drenthe en brachten veertig hunebedden op de Hondsrug in kaart. Ze hebben opmetingen verricht en beschreven de aangetroffen situatie, die zij tevens vastlegden in een serie aquarellen. Hun rapportage aan de Society of Antiquaries verscheen echter niet in druk. Hun materiaal werd bewaard bij de Society of Antiquaries, het Guernsey Museum & Art Gallery en het Drents Museum. Het Ashmolean Museum in Oxford bezit kopieën van hun werk. In 2015 publiceerde de Drentse archeoloog dr. Wijnand van der Sanden alsnog hun werk. Hij voorzag hun materiaal van een uitgebreide inleiding. Ook schetste hij de ontwikkelingen met betrekking tot het archeologisch onderzoek van de hunebedden na hun onderzoek tot 2015. Hij gaf als oordeel dat het werk van Lukis en Dryden van hoge kwaliteit was. In het Drents Museum was in 2015 een tentoonstelling over het werk.
Hunebed D25 is weergegeven op Plan XXI en werd door Lukis en Dryden als hunebed V aangeduid: Het hunebed had nog vier dekstenen en tien draagstenen. De ingang lag tussen de tweede en derde draagsteen op de zuidkant. Ook beide sluitstenen waren nog aanwezig. Lukis en Dryden troffen veel fragmenten van aardewerk aan in en rond de grafkamer en zagen dat er nog recentelijk in de grafkamer gegraven was. Er werd ook een fragment van een verbrand bot aangetroffen.
De vondsten zijn in het bezit van het British Museum. Lukis en Dryden groeven zelf in de grond om de diepte van de vloer van de grafkamer te bepalen en vonden op deze manier fragmenten van 36 verschillende urnen. Het hunebed was eigendom van de staat.